# Гончаренко Олег Георгійович
 Олег Георгійович Гончаренко  (нар. 18 серпня 1931, Харків, Українська РСР, СРСР — 16 грудня 1986, Москва, РРФСР, СРСР) — український радянський ковзаняр, перший радянський чемпіон світу з класичного ковзанярського багатоборства, чемпіон Європи, призер Олімпійських ігор, Заслужений майстер спорту СРСР (1953).

## Біографія
Олег Георгійович народився 18 серпня 1931 року в Харкові. Ще підлітком втратив на фронті батька, пережив окупацію. У повоєнні роки дуже любив кататися на ковзанах. Кілька років Гончаренко тренувався сам, без тренера.
Закінчив Харківське пожежно-технічне училище МВС СРСР (нині — Національний університет цивільного захисту України). У ковзанярському спорті виступав за «Динамо» (Харків) і «Динамо» (Москва).
1953 року радянська команда вперше з 1948 року взяла участь у чемпіонаті світу з ковзанярського спорту, який проходив у Фінляндії в м. Гельсінкі. Окрім Гончаренка, у чемпіонаті брали участь Борис Шилков, Володимир Сахаров і Валентин Чайкін. Олег Гончаренко виграв дистанції 5000 м. та 10 000 м, став другим на 1500 м, і виграв за сумою балів у багатоборстві, ставши першим радянським чемпіоном світу (на чемпіонатах світу та Європи переможець визначався за сумою результатів, показаних на спринтерських і стаєрських дистанціях).
Після перемоги на чемпіонаті світу 1953 року в м. Гельсінкі Олег Гончаренко став популярним. Він отримав безліч вітальних телеграм з-за кордону і  Радянського Союзу, зокрема й коротку вітальну телеграму від легендарного норвезького ковзаняра Оскара Матісена. Цю телеграму Гончаренко зберігав до кінця життя.
Газета "Правда" написала звіт про змагання не на останній шпальті, де зазвичай розміщували спортивну хроніку, а на третій, присвяченій найважливішим політичним подіям. Переможний звіт і портрет чемпіона — харків'янина Олега Гончаренка.
У 1956 і 1958 роках Олег Гончаренко ще двічі ставав чемпіоном світу в багатоборстві. У 1957 і 1958 роках виборював звання чемпіона Європи. У 1954 і 1955  роках Гончаренко був срібним призером чемпіонатів світу, а 1955 року — чемпіонату Європи.
Двічі Олег Гончаренко вигравав звання чемпіона СРСР у багатоборстві (1956 і 1958 роки) і чотири рази був срібним призером чемпіонатів СРСР (1953, 1954, 1957 і 1960 роки).
1958 року Гончаренко виграв чемпіонати СРСР, Європи та світу в класичному ковзанярському багатоборстві.
Олег Георгійович про змагання сказав так:
| «У низці днів змагання займають не так вже й багато місця. Але вони немов вікна в цегляній кладці, що несуть світло» |
На Зимових Олімпійських іграх 1956 в Кортіна-д'Ампеццо Олег Гончаренко був прапороносцем радянської команди. Він завоював дві бронзові медалі на дистанціях 5000 і 10 000 метрів (на зимових Олімпіадах медалі розігруються в кожному виді змагань).
Гончаренко також брав участь у Зимових Олімпійських іграх 1960 в Скво-Веллі, але посів лише шосте місце на дистанції 5000 метрів.
Ось слова чотириразового олімпійського чемпіона Гришина Євгена Романовича:
| «Гончаренко віз в збірній країни таку важку тачку. Якби мене запитали, хто найкращий ковзаняр в радянському спорті, я б не замислювався: "Звичайно, Олег!"» |
Олег виступав узимку 1962 року, хоча до сезону не був готовий. На чемпіонаті СРСР посів скромне місце і вперше за багато років не потрапив до основного складу збірної країни. Ось тут він подумав про своє подальше життя — завершити навчання в інституті фізкультури і перейти на тренерську роботу. Хоча продовжував тренуватися, але виступати в змаганнях не розраховував.
1962 року видатний спортсмен закінчив свою кар'єру ковзаняра. Але ще довго не полишало його бажання надіти ковзани і промчати по льодовому колу. Чемпіонат світу 1962 року відбувся в Москві. Участь Олега в ньому полягала в тому, що на урочистому відкритті змагань він вивів учасників на парад. Уперше на світовій першості за участю радянських ковзанярів Олег Гончаренко був глядачем.
Олег Георгійович став тренером збірної молодіжної команди СРСР. Пізніше його обрали відповідальним секретарем Федерації ковзанярського спорту СРСР.
Помер 1986-го, у віці 55 років, після важкої хвороби.

## Нагороди, звання, досягнення
- 1956 року Олег Гончаренко був нагороджений орденом Леніна.
- Олег Георгійович був удостоєний звання почесного громадянина міст Денвер і Осло за спортивні досягнення.

### Результати
| Рік  | Чемпіонат СРСР                      | Чемпіонат Європи              | Чемпіонат світу                    | Олімпійські ігри              |
| ---- | ----------------------------------- | ----------------------------- | ---------------------------------- | ----------------------------- |
| 1951 | 56-е (104пад.,19,35, Бронза)        |                               |                                    |                               |
| 1952 | - (-,-,10,-)                        |                               |                                    |                               |
| 1953 | Срібло (9,6, Срібло, Срібло)        |                               | Золото (4, Золото, Срібло, Золото) |                               |
| 1954 | Срібло (14, Срібло, Бронза, Золото) | 4-e (15, Срібло, Срібло,8)    | Срібло (9, Золото,4, Золото)       |                               |
| 1955 | - (-,-,-,вк)                        | Срібло (5, Бронза,5,5)        | Срібло (12,7, Золото, Бронза)      |                               |
| 1956 | Золото (17, Золото,5, Золото)       | 5-e (9, Срібло,11,5)          | Золото (21, Золото,4, Срібло)      | Бронза 5000 м Бронза 10 000 м |
| 1957 | Срібло (21, Бронза,12, Бронза)      | Золото (10, Срібло,6, Срібло) | 4-e (5,5,7,6)                      |                               |
| 1958 | Золото (7, Срібло,14,4)             | Золото (8, Бронза, Золото,5)  | Золото (4, Бронза, Золото, Бронза) |                               |
| 1959 |                                     | 6-e (9,5,7,7)                 | 7-e (10,4,10,11)                   |                               |
| 1960 | Срібло (16, Срібло,6, Срібло)       | 6-e (6,6,7,11)                | 9-e (12,13,10,11)                  | 6-e 5000 м                    |
| 1961 | 4-е (27, Бронза,15,4)               | 8-e (11,9,5,11)               | 12-e (14,9,12,13)                  |                               |
| 1962 | 12-е (-,6,-,-)                      |                               |                                    |                               |

- У дужках вказані місця з окремих дистанцій, у порядку забігів (500 м, 5000 м, 1500 м, 10 000 м)

### Найкращі результати
- 500 метрів — 42,20 (4 січня 1960, Медео)
- 1500 метрів — 2:11,60 (28 лютого 1960, Скво-Веллі)
- 3000 метрів — 4:03,31 (12 січня 1985, Давос)
- 5000 метрів — 7:57,50 (29 січня 1956, Місуріна)
- 10 000 метрів — 16:36,40 (21 січня 1956, Давос)

### Медалі на окремих дистанціях
На чемпіонатах світу:
- 1500 метрів: золото 1955 і 1958; срібло 1953
- 5000 метрів: золото 1953, 1954 і 1956; бронза 1958
- 10 000 метрів: золото 1953 і 1954; срібло 1956; бронза 1955 і 1958

На чемпіонатах Європи:
- 1500 метрів: золото 1958; срібло 1954
- 5000 метрів: срібло 1954, 1956 і 1957; бронза 1955 і 1958
- 10 000 метрів: срібло 1957